# Zapping Génération
Les Zappeurs
Zapping Génération est une série de bande dessinée créée en 1991 par Serge Ernst et éditée chez Dupuis. Appelée à l'origine Les Zappeurs, elle est renommée Zapping Génération en 2006.

## Synopsis
Zapping Génération présente une famille du début du XXIe siècle, totalement dépendante des nouvelles technologies. Elle est constituée du père Raymond, la mère Isabelle, les enfants Juju et Nina, et du chat Anthracite. Leur tante Irène ou leur grand-père Casimir viennent parfois leur rendre visite.
Avec une pointe d'humour, l'auteur met en scène des appareils photos, des téléphones portables... Et va même parfois jusqu'à se moquer ouvertement de leur utilisation abusive et inutile.
Les premiers gags étaient basés sur le comportement des propres enfants de Serge Ernst, à leur grand désarroi car leurs amis d'école étaient au courant. Les scénarios sont par la suite devenus purement fictifs.[réf. nécessaire]

## Albums
Sous le nom Les Zappeurs
- Tome 1 : Complètement accros (1994)
- Tome 2 : Pas très cathodique, tout ça ! (1994)
- Tome 3 : Zappeur et sans reproche (1995)
- Tome 4 : Fidèles au poste (1996)
- Tome 5 : Sauce zappeur (1997)
- Tome 6 : La Victoire en zappant (1998)
- Tome 7 : Do ré mi fa sol Zap si do (1999)
- Tome 8 : Zappez manège (2000)
- Tome 9 : La télé rend flou ! (2001)
- Tome 10 : Je passe à la télé (2002)
- Tome 11 : Les zappeurs s'éclatent grave (2003)
- Tome 12 : Zappe qui peut ! (2004)
- Le bêtisiers des Zappeurs : Fermette Academy… et autres parodies télé (2005)

Sous le nom Zapping Génération
- Tome 1 : Trop laids ! (2006)
- Tome 2 : Trop accro ! (2007)
- Tome 3 : Trop fort (2008)
- Tome 4 : Trop Bling Bling ! (août 2009)
- Tome 5 : Trop voyant! (2011)